# Egy szent szarvas meggyilkolása
Az Egy szent szarvas meggyilkolása (eredeti cím: The Killing of a Sacred Deer) 2017-ben bemutatott brit–ír horrorfilm, amelyet Jórgosz Lánthimosz rendezett. A főbb szerepekben Colin Farrell, Nicole Kidman, Barry Keoghan látható. A cselekmény Euripidész Iphigenia Aulisban című drámája alapján készült.
Írországban és az Egyesült Királyságban 2017. november 3-án, Magyarországon 2017. december 28-án mutatták be a mozikban.

## Cselekmény
Dr. Steven Murphy elismert szívsebész és szerető családfő feleséggel és két gyerekkel. Egyik nap találkozik egy Martin Lang nevű fiatalemberrel, akinek az apja nem sokkal korábban Murphy műtőasztalán halt meg egy autóbalesetet követően. Az orvos segíteni szeretne a fiúnak a gyász feldolgozásában, akit vacsorára is meghív magukhoz. Martin cserébe szintén meginvitálja magukhoz Murphy-t, de miután Martin anyja megpróbálja elcsábítani, az orvos elsiet, majd megszakítja a kapcsolatot Martinnal. Nemsokára a kisebbik gyereken bénulás jelei mutatkoznak, amit viszont nem lehet orvosilag megmagyarázni. Ekkor Martin is felfedi lapjait az orvosnak: tudja, hogy Murphy-nek alkoholproblémái voltak, és az apja is egy ebből fakadó műhiba miatt halt meg, nem pedig az autóbaleset szövődményeibe, ezért megátkozta a családot, aminek következtében mindenki meg fog halni bénulást, éhezést és szemvérzést követően. Viszont ha az orvos önként feláldoz valakit a családjából, a többiek tovább élhetnek…

## Szereplők
| Szerep          | Színész            | Magyar hang        |
| --------------- | ------------------ | ------------------ |
| Steven Murphy   | Colin Farrell      | Czvetkó Sándor     |
| Anna Murphy     | Nicole Kidman      | Kisfalvi Krisztina |
| Martin Lang     | Barry Keoghan      | Jéger Zsombor      |
| Kim Murphy      | Raffey Cassidy     | Károlyi Lili       |
| Bob Murphy      | Sunny Suljic       | Berecz Kristóf Uwe |
| Martin anyja    | Alicia Silverstone | Bozó Andrea        |
| Matthew         | Bill Camp          | Barbinek Péter     |
| Dr. Larry Banks | Barry Bernson      | Várkonyi András    |
| Ed Thompson     | Herb Caillouet     | Fazekas István     |
| Igazgató        | Drew Logan         | Borbiczki Ferenc   |
| Idős férfi      | Michael Trester    | Cs. Németh Lajos   |

### Magyar változat
- Magyar szöveg: Pataricza Eszter
- Hangmérnök: Illés Gergely
- Vágó: Sári-Szemerédi Gabriella
- Gyártásvezető: Kablay Luca
- Szinkronrendező: Majoros Eszter

A szinkront a Mafilm Audio Kft. készítette el.

## A film készítése
A film címét az ókori görög tragédia, Euripidész Íphigeneia Auliszban című művének egyik motívuma ihlette. 2016. május 11-én bejelentették, hogy Colin Farrell lesz a főszereplő, Jórgosz Lánthimosz rendezésében, aki a forgatókönyvet is jegyezte Efthymis Filippouval közösen. Ez volt Lánthimosz és Farrell második együttműködése a 2015-ös A homár után. Nicole Kidmant 2016 júniusában szerződtették, míg Alicia Silverstone, Raffey Cassidy, Bill Camp, Barry Keoghan és Sunny Suljic augusztusban csatlakoztak a szereplőgárdához. A filmet a Film4 Productions, a New Sparta Films és az Ír Filmhivatal finanszírozta, az Element Pictures fejlesztésében, a Film4 támogatásával. A nemzetközi forgalmazásért a HanWay Films volt felelős. A forgatás 2016. augusztus 23-án kezdődött a Cincinnati városában található The Christ Hospitalban, és a város Hyde Park és Northside negyedeiben is zajlottak felvételek.